# Alan Cooper (Musiker)
Alan Swainston Cooper (* 15. Februar 1931 in Leeds; † 22. August 2007) war ein britischer Jazz-Musiker (Bassklarinette, Sopransaxophon) und Bandleader.

## Leben und Wirken
Alan Cooper besuchte das College of Art in Leeds und spielte in einer College-Jazzband, den Vernon Street Ramblers, die zur Revivalbewegung des traditionellen Jazz in Großbritannien gehörten. 1949 wurde er Mitglied der Yorkshire Jazz Band, mit der erste Aufnahmen entstanden und er begann als Berufsmusiker zu arbeiten. Die Musik Coopers in der Band war von den Klarinettisten des New Orleans Jazz beeinflusst, deren  Aufnahmen in den 20ern in Chicago entstanden waren, wie von Jimmie Noone, Johnny Dodds und Edmond Hall. Mitte der 1950er Jahre zog er nach London, unterrichtete Bildende Kunst und spielte in verschiedenen Jazzgruppen, wie dem Quartett des Bassisten Bernie Cash und des Pianisten Johnny Parker sowie bei Graham Stewart’s Seven. 1956 entstand mit befreundeten Studenten der Kunstschule wie Cephas Howard, Brian Innes, John Gieves-Watson und Colin Bowles die Formation Temperance Seven. Die Gruppe trat auch regelmäßig  beim Fernsehsender BBC auf, u. a. mit Peter Sellers, bei Top of the Pops.
Die Temperance Seven gehörte zu den führenden Bands des britischen Traditional Jazz, die 1961 Hits mit „You’re Driving Me Crazy“ und „Pasadena“ hatte, das die Erkennungsmelodie der Band wurde. Cooper, der die Band 1962 verließ, unterrichtete u. a. am Chelsea College of Art und war ein Sammler historischer Musikinstrumente. In der zweiten Hälfte der 1960er Jahre spielte er u. a. bei Alex Welsh und Freddy Randall. 1969 kam es zur Wiederbelebung der Band als New Temperance Seven, mit der er in den frühen 1970er Jahren auf Tourneen ging und einige Alben aufnahm; er spielte außerdem bei Keith Nichols. In den 1980er Jahren ging Cooper häufig auf Tourneen durch den Nahen Osten; ansonsten war er als freischaffender Musiker tätig. In den 1990er Jahren zog er in das walisische Bücherdorf Hay-on-Wye und war nur noch gelegentlich als Musiker aktiv.